# La Celle Saint-Cloud
La Celle Saint-Cloud je zahodno predmestje Pariza in občina v osrednjem francoskem departmaju Yvelines regije Île-de-France. Leta 1999 je naselje imelo 21.257 prebivalcev.

## Geografija
Naselje leži v osrednji Franciji 8 km jugovzhodno od Saint-Germain-en-Laye in 16 km od središča Pariza.

## Administracija
La Celle-Saint-Cloud je sedež istoimenskega kantona, v katerega je poleg njegove vključena še občina Bougival z 29.959 prebivalci. Kanton je sestavni del okrožja Saint-Germain-en-Laye

## Znamenitosti
- cerkev sv. Petra in Pavla iz 18. stoletja,
- Château de la Celle, dvorec iz 18. stoletja,
- Château de la Châtaigneraie iz konca 19. stoletja,
- Pavillon du Butard, zgrajen 1750 za francoskega kralja Ludvika XV.

## Pobratena mesta
- Beckum (Nemčija),
- Settat (Maroko).